# Phạm Thị Thanh Hương
Phạm Thị Thanh Hương (sinh 1965) là đại biểu Quốc hội Việt Nam khóa 12, thuộc đoàn đại biểu Bình Định.